# Naomy Grand'Pierre
Naomy Grand'Pierre (Montreal, 16 de abril de 1997) é uma nadadora haitiana-estadunidense, nascida no Canadá.

## Carreira

### Rio 2016
Grand'Pierre competiu nos 50 m livre feminino nos Jogos Olímpicos de Verão de 2016, sendo eliminada nas eliminatórias.